# Circuit des 24 Heures
Pour les articles homonymes, voir Circuit de la Sarthe (homonymie).

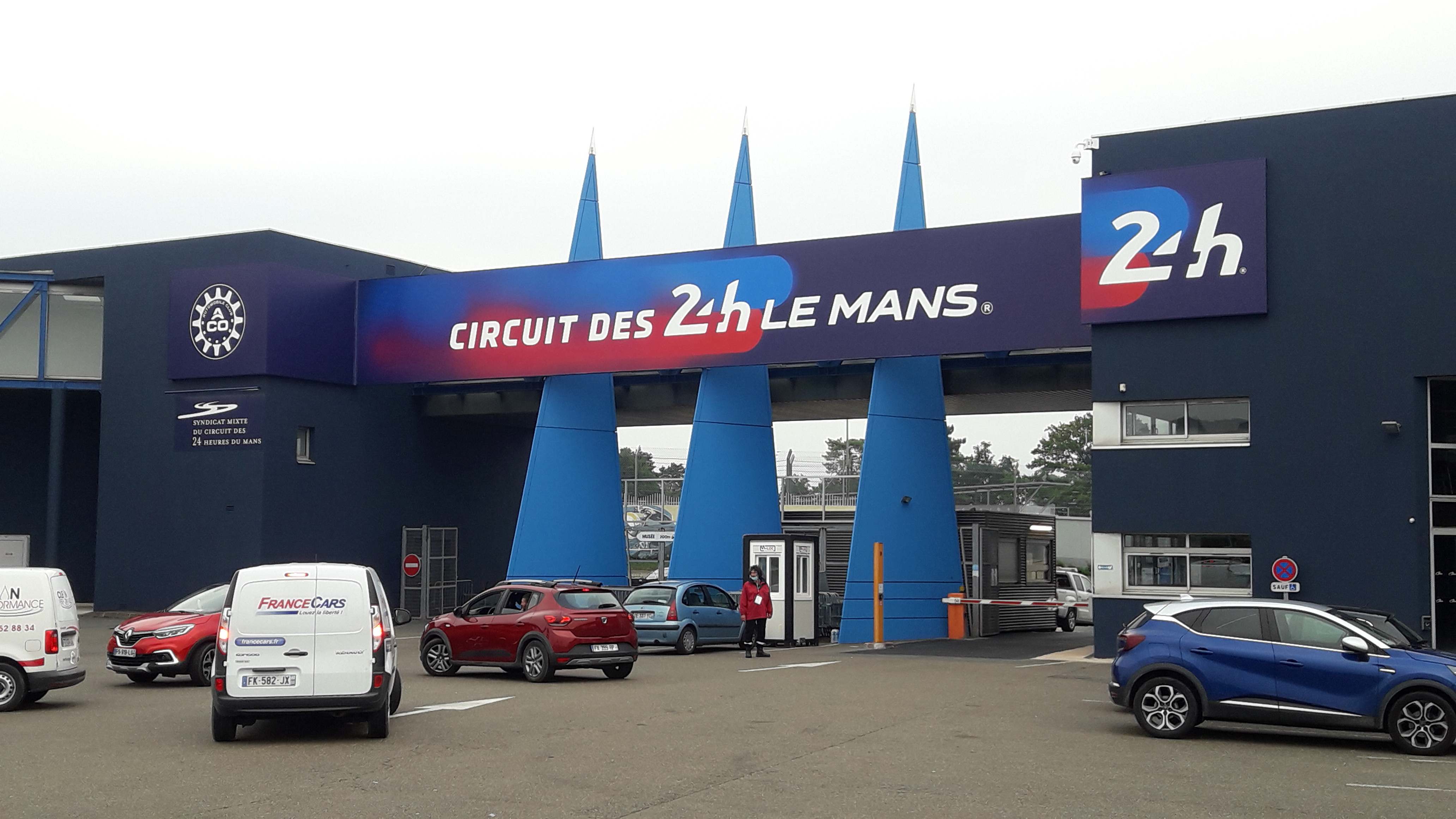
Entrée principale du circuit.

Le circuit des 24 Heures, en forme longue circuit des 24 Heures du Mans, parfois appelé « circuit de la Sarthe » de manière officieuse, situé au sud de la ville du Mans et sur la commune de Mulsanne, dans la Sarthe en France, est un circuit de course automobile non permanent utilisé par la plus célèbre des courses d'endurance, les 24 Heures du Mans, organisée par l'Automobile Club de l'Ouest (ACO) depuis 1923. Il est aussi utilisé par les voitures de course anciennes lors du Mans Classic qui a lieu une fois tous les deux ans ainsi que par la Michelin Le Mans Cup. L'origine du circuit est lié au Grand Prix automobile de France 1906 et aux courses effectuées dès 1884 sur la célèbre ligne droite des Hunaudières par l'Union Vélocipédique de la Sarthe lors desquelles s'affrontaient les frères Bollée.
Il partage avec le circuit Bugatti les stands et une brève portion de piste depuis le virage du raccordement jusqu'au virage de la chapelle.

## Histoire
En 1906, l'Automobile Club de l'Ouest lance une course automobile partant du Mans : c'est le Grand Prix de France 1906, le premier Grand Prix de France. Il utilise alors la première version du circuit, qui sera ensuite utilisé pour le Grand Prix de l'ACO en 1911 et pour la Coupe de la Sarthe en 1912.
En 1920, le secrétaire général Georges Durand de l'Automobile Club de l'Ouest étudie le projet d'une compétition qui contribuerait à l'évolution du progrès technique et favoriserait l'essor de l'automobile. En 1922, le club annonce la création d'un nouveau type de compétition dans la Sarthe, une épreuve d'endurance.
Pendant l'épreuve, des équipages de deux pilotes par voiture se relaieraient jour et nuit.
La première édition, avec trente-trois équipages, se déroule les 26 et 27 mai 1923 sur un circuit au sud de la ville du Mans.

## Galerie

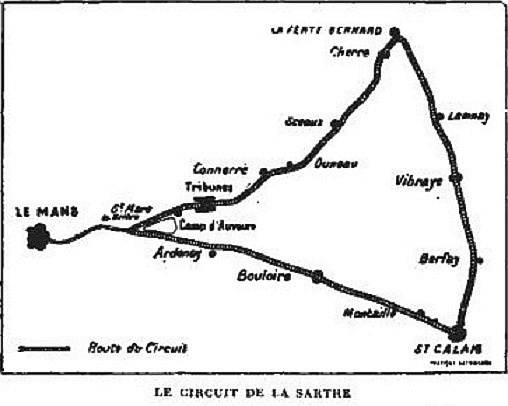
La première version du circuit.
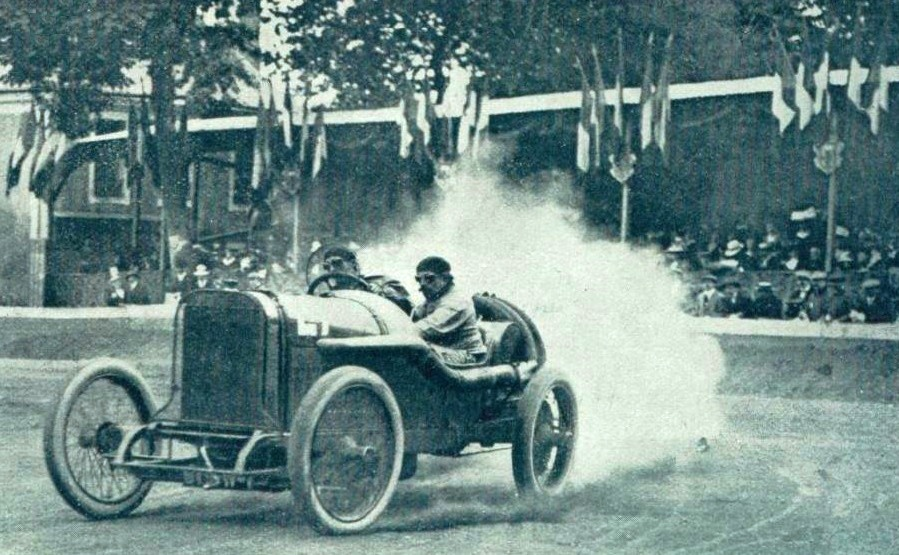
Jules Goux vainqueur de la Coupe de la Sarthe en 1912, sur Peugeot L-74.
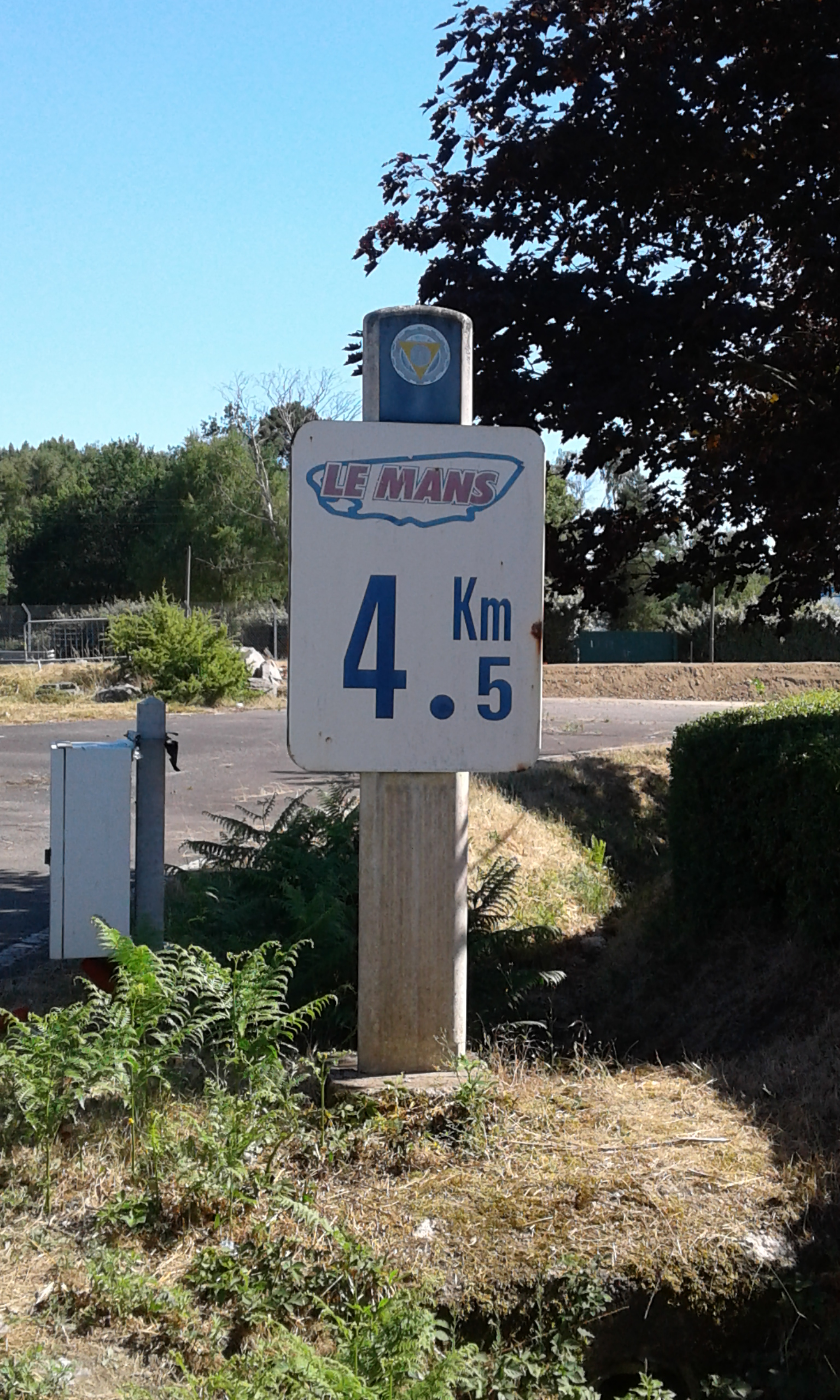
Borne kilométrique ancienne des 24 Heures.

## Présentation

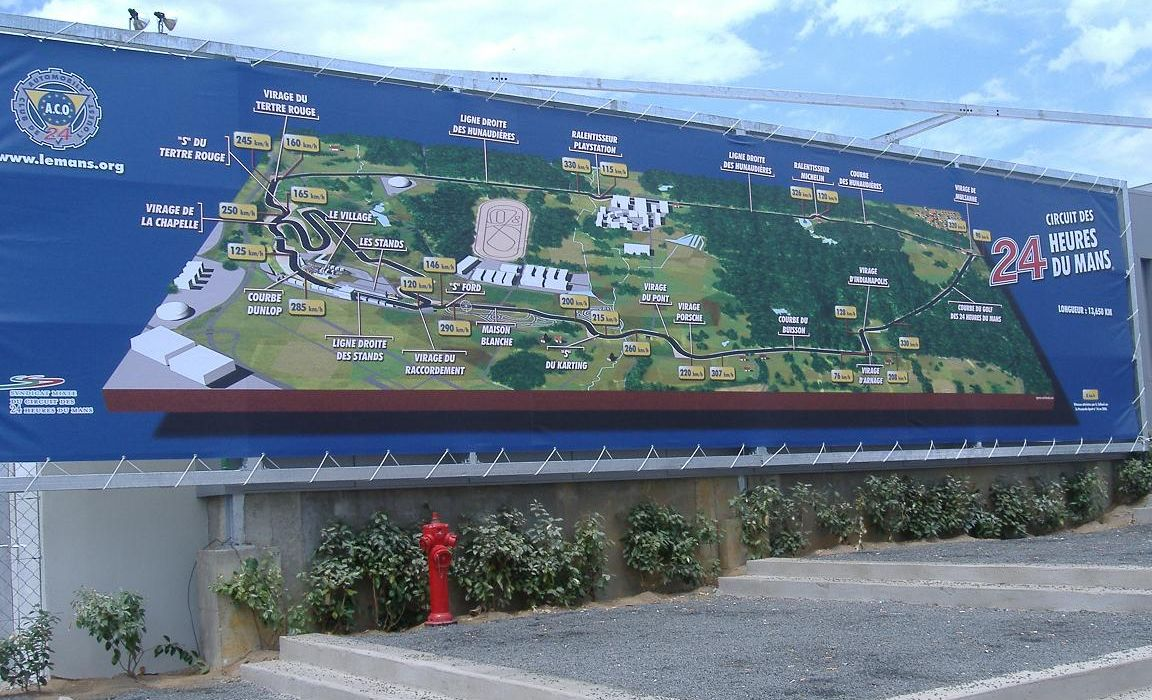
Un plan en grand format du circuit.

Avec une longueur de tracé de 13,626 km, il est l'un des circuits automobiles les plus longs du monde. Sa particularité est l'utilisation pour trois quarts de portions routières ouvertes à la circulation publique pendant le reste de l'année, le circuit n'étant utilisé qu'une dizaine de jours par an (essais, compétition et épreuves classiques spéciales).
Les passages les plus célèbres sont les virages du Tertre Rouge, Mulsanne, Indianapolis, Arnage et Porsche, avec la ligne droite des Hunaudières, appelée « Mulsanne straight » en anglais (ligne droite de Mulsanne), sans oublier la chicane Dunlop et sa passerelle.
Au cours des années, la configuration du circuit a évolué, surtout dans un but de sécurité, une préoccupation essentielle des organisateurs.
Avant la course, la préparation de la piste et plus particulièrement la fermeture des voies publiques nécessite de nombreux aménagements qui demandent près de deux heures de travaux avant de pouvoir rétablir la circulation à la fin de l'épreuve.
En 1966 a été construit un circuit permanent plus court, le circuit Bugatti (4,185 km), qui partage les équipements des stands et sa ligne droite, la courbe et la chicane Dunlop comprenant la célèbre passerelle Dunlop.
En 1972, la portion traversant Maison Blanche est abandonnée au profit d'une succession de virages moins dangereux. En 1976, le circuit Maison Blanche, un circuit école et d'entraînement de 2,9 km, a été créé ; la piste emprunte une partie du circuit des 24 Heures, de la sortie des virages Porsche jusqu’à l’entrée des chicanes Ford. En 2015, Porsche y installe son Porsche Experience Center, centre d'essai avec accès direct sur la piste.
A l'arrivée du Tramway en 2008 une entrée est aménagée à l'Est du site accédant sur le circuit Bugatti.
Depuis 2010, le nouveau club-house du golf des 24 Heures construit par l'ACO permet d'observer le virage de Mulsanne, lequel termine la ligne droite des Hunaudières.
Avec l'aménagement du dernier circuit international de karting et de ses stands, une vue panoramique sur les virages du karting , Corvette, et sur les chicanes Ford et Maison Blanche, est proposée depuis le toit de ces stands.
Figure emblématique du circuit, le « village » a été reconstruit en 2005-2006. Outre les boutiques, il comprend le Welcome, une salle de réception avec terrasse bar panoramique. Jusqu'en 1991, le village comportait le musée automobile avant son déménagement à l'entrée principale.
Étant donné la longueur du circuit, une neutralisation de la course nécessite trois voitures de sécurité. Elles sont placées respectivement sur la ligne droite de départ, après la première chicane de la ligne droite des Hunaudières et au virage d'Arnage.
Le circuit des 24 Heures est homologué en FIA grade 2.

## Modifications importantes du circuit

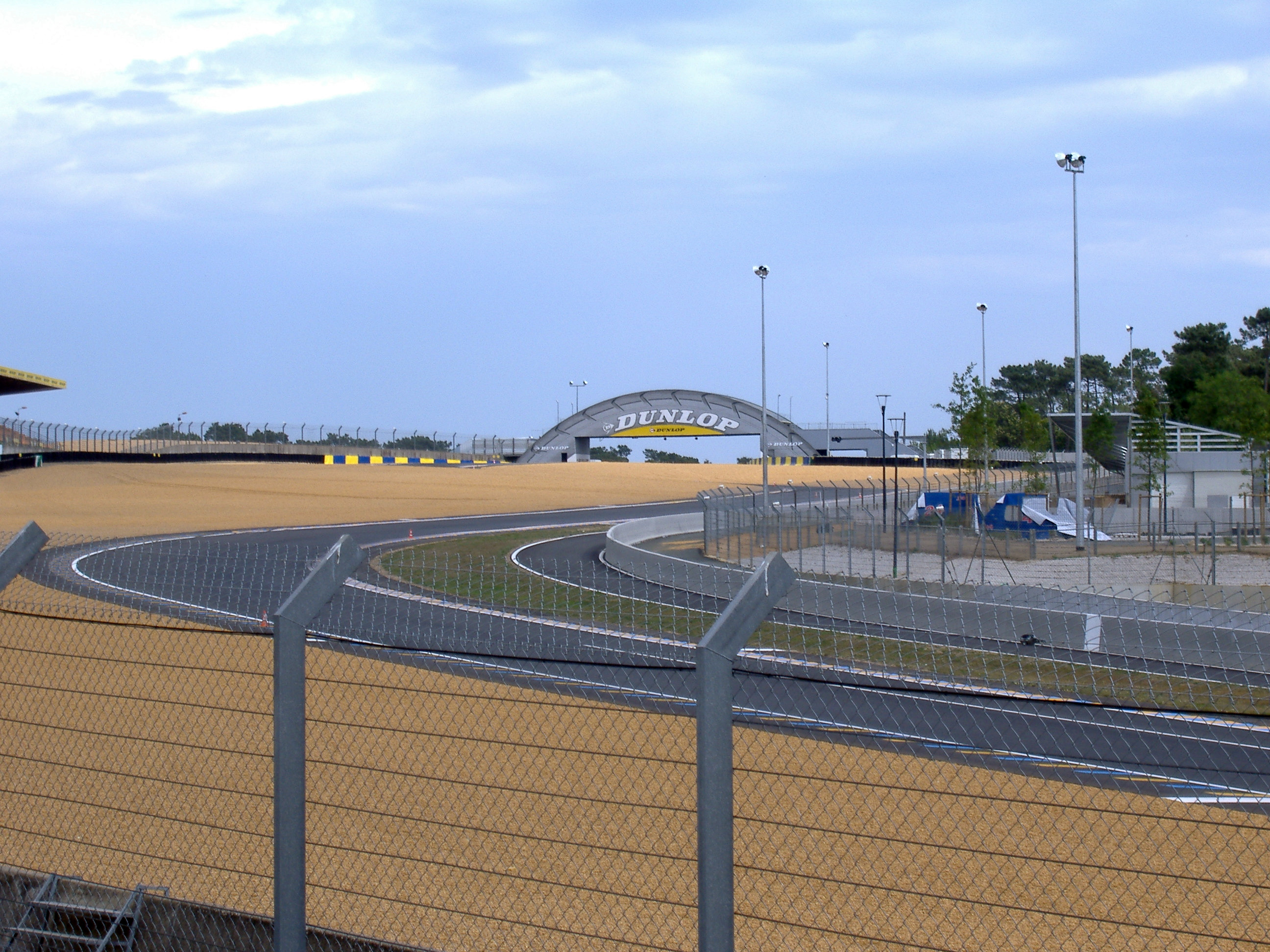
La courbe Dunlop, modifiée en 2006.

En 1972, la section du virage Porsche est réalisée pour dévier l'ancienne section ultra-rapide et dangereuse de Maison Blanche qui passait entre les habitations du lieu-dit éponyme.
En 1990, la ligne droite des Hunaudières, d'une longueur de presque six kilomètres, est divisée en trois portions par la réalisation de deux chicanes qui ont pour but de limiter la recherche de vitesse maximale par des réductions d'appuis aérodynamiques trop importantes et de limiter par conséquent les différences de vitesse entre concurrents. L'envol de certains véhicules était dû à la géométrie de la piste avec un changement de plan qui pouvait créer un décrochage aérodynamique suivant leurs configurations et réglages aérodynamiques. La bosse a été aplanie pour l'édition 2001.

## Records du circuit
Le record du tour en course dans la configuration actuelle du tracé est détenu par Mike Conway, en 3 min 17 s 297, avec la Toyota TS050 Hybrid no 7 en 2019. Le record du tour en essai est détenu par Kamui Kobayashi sur Toyota TS050 Hybrid en 3 min 14 s 791, performance accomplie en 2017 lors de la séance d'essai qualificative du jeudi.
| Année | Pilote            | Voiture | Chrono         |
| ----- | ----------------- | ------- | -------------- |
| 2019  | Mike Conway       | Toyota  | 3 min 17 s 297 |
| 2015  | André Lotterer    | Audi    | 3 min 17 s 475 |
| 2010  | Loïc Duval        | Peugeot | 3 min 19 s 074 |
| 2008  | Stéphane Sarrazin | Peugeot | 3 min 19 s 394 |
| 2007  | Allan McNish      | Audi    | 3 min 27 s 176 |
| 2006  | Tom Kristensen    | Audi    | 3 min 31 s 211 |
| 2002  | Tom Kristensen    | Audi    | 3 min 33 s 483 |

Le record de la distance parcourue est détenu par l'équipage Romain Dumas, Timo Bernhard et Mike Rockenfeller sur Audi R15+ TDi en 2010, avec 5 410,713 km, soit 225,446 km/h de moyenne.
En 1988, à bord de la WM P88 à moteur Peugeot no 51, Roger Dorchy réalise la vitesse officielle record de 405 km/h en course sur la ligne droite des Hunaudières alors qu'une vitesse de 407,3 km/h est relevée. Ce record risque de perdurer, en raison de la création des chicanes en 1991.
En 2019, à bord de la SMP Racing BR1 à moteur AER no 11, Stoffel Vandoorne atteint la vitesse de 350,1 km/h lors de la journée test du dimanche 2 juin.

## Évolutions du tracé
Depuis sa création en 1923, à la suite des différentes modifications du tracé, la longueur du circuit a souvent changé.
- Circuit no 1 - 17,262 km - 1923-1928

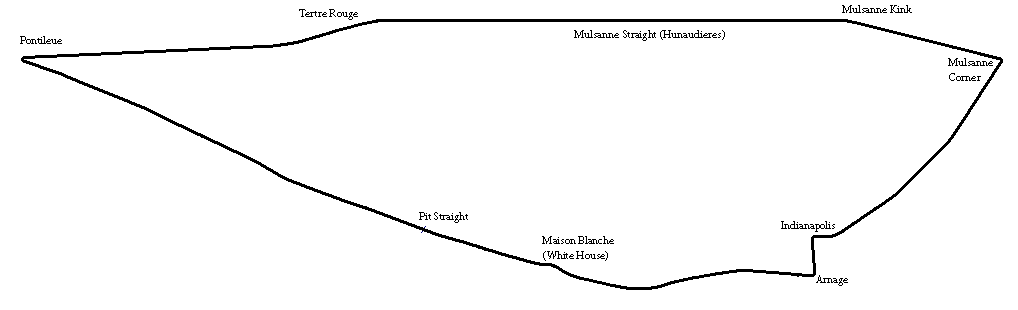

Abandonnant le triangle Le Mans-Saint-Calais-La Ferté-Bernard qui, en 1906, avait été emprunté par les concurrents du tout premier Grand Prix de l'Automobile Club de France, l'ACO, au lendemain de la première guerre mondiale, dessine un nouveau tracé qui pénètre dans la banlieue Sud de la ville jusqu'à la fameuse épingle de Pontlieue. C'est ce circuit qui sera proposé lors de la création des 24 Heures.
- Circuit no 2 - 16,340 km - 1929-1931

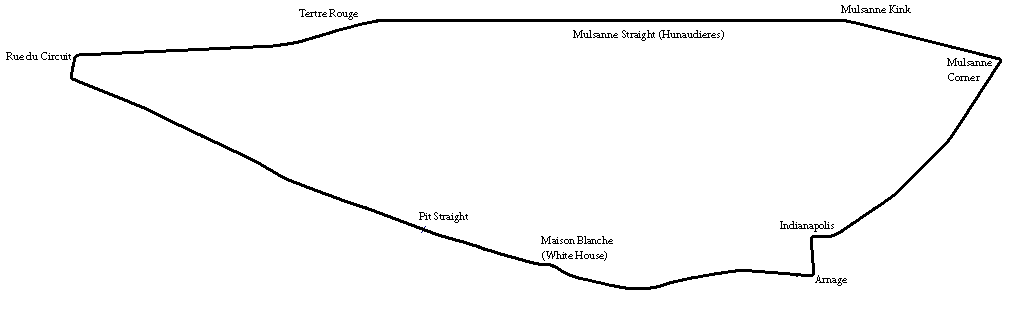

Dans un souci de sécurité, l'ACO, dès 1928 décide de raccourcir la pointe Nord du tracé tout en conservant le dessin initial (route de Tours et retour par Mulsanne et Arnage) ainsi, bien sûr que les installations permanentes. À charge pour lui d'exécuter et financer les travaux. L'ACO est autorisé à utiliser une petite route de raccordement reliant directement la route de Laigné-en-Belin à celle de Tours. Cette bretelle sera baptisée « rue du Circuit ».
- Circuit no 3 - 13,492 km - 1932-1955

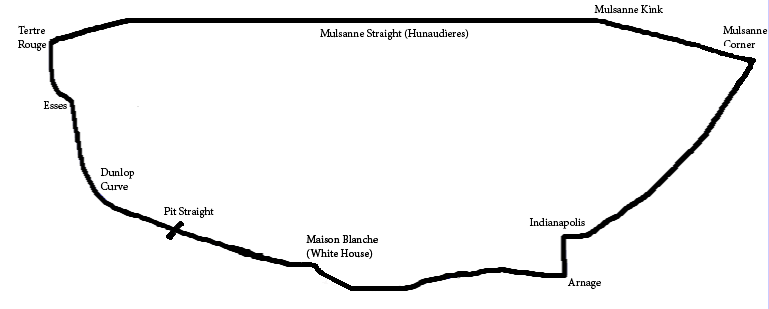

L'expansion de la banlieue mancelle incite l'ACO à « écorner » encore un peu plus la pointe Nord. L'achat d'un terrain privé allant approximativement du « Welcome » au raccordement avec la route nationale Le Mans-Tours permet la création d'une voie privée, volontairement sinueuse (« S » du tertre), et longue de 1 505 mètres.
- Circuit no 4 - 13,461 km - 1956-1967

À la suite de l'accident terrible de 1955 (83 tués, dont 82 spectateurs faisant face aux stands) une refonte complète de toute la zone des stands s'impose. Ces aménagements (largeur de la piste, zone de décélération, etc.) entraînent une modification du rayon de la courbe Dunlop et induisent également une très légère réduction (31 mètres) de la longueur. De plus, pour ne pas distraire les pilotes au passage devant les stands, la signalisation (panneautage) est installée en sortie du virage de Mulsanne où la vitesse des voitures est la plus lente.
- Circuit no 5 - 13,469 km - 1968-1971

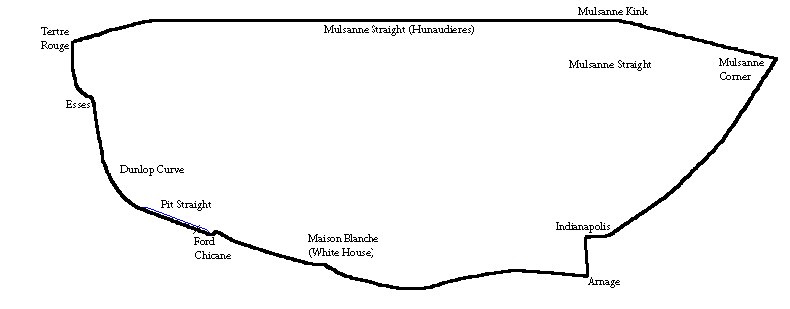

De nouvelles normes de sécurité pour les circuits français ont été fixées par un arrêté interministériel.  Conséquence directe, l'ACO, afin d'assurer une meilleure sécurité au niveau des stands, des gradins et des grandes tribunes, aménage l'implantation d'un premier virage ralentisseur, la chicane Ford, située en amont de la zone des stands. Au sortir de Maison Blanche la piste est légèrement déviée sur la droite.
- Circuit no 6 - 13,640 km - 1972-1978

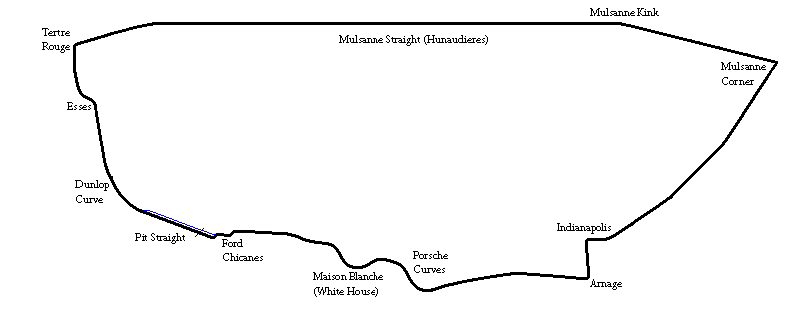

Un plan de rénovation, appuyé par les communautés locales et visant à l'autonomie complète du circuit et de ses installations, aboutit dans un premier temps à un remodelage de la zone allant du virage d'Arnage aux tribunes. Le CD 139 est aménagé sur 1 300 mètres après quoi, abandonnant l'ancienne route de Maison Blanche, un nouveau tracé, long de 3 000 mètres, mène à un second virage ralentisseur situé en avant de la chicane Ford. C'est l'apparition des virages Porsche, Corvette, du pont et du Karting. Le doublement de la ligne droite des Hunaudières et le raccourcissement de la pointe de Mulsanne sont envisagés.
- Circuit no 7 - 13,626 km - 1979-1985

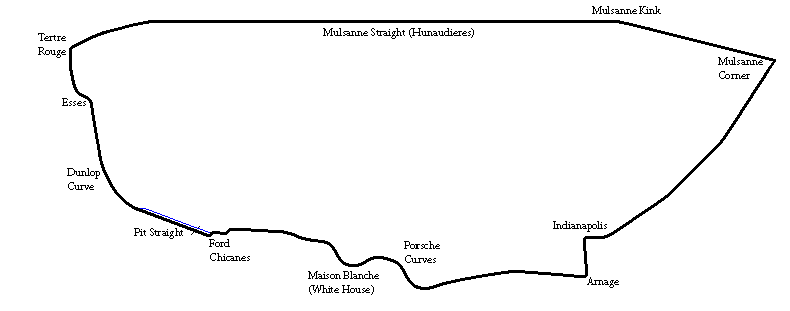

La mise en service de la nouvelle rocade Sud-Est du Mans assurant la liaison entre l'autoroute Paris-Rennes et la route Le Mans-Angers-Nantes oblige l'ACO à modifier le dessin du virage dit du Tertre Rouge. Alors que l'ancien tracé se présentait pratiquement avec un coude à angle droit, le nouveau Tertre Rouge s'apparente plus à une courbe serrée d'un rayon de 50 mètres. On profite de l'occasion pour aménager à l'intérieur du virage une nouvelle zone publique. L'ancienne passerelle est remplacée par un passage souterrain. Dès le mois de novembre 1978 les Ponts et Chaussées procèdent à la pose d'un nouveau revêtement d'une capacité d'adhérence plus élevée que précédemment. On procède également au déboisement complet de toute la zone intérieure des deux courbes précédant le virage d'Indianapolis.
- Circuit no 8 - 13,528 km - 1986

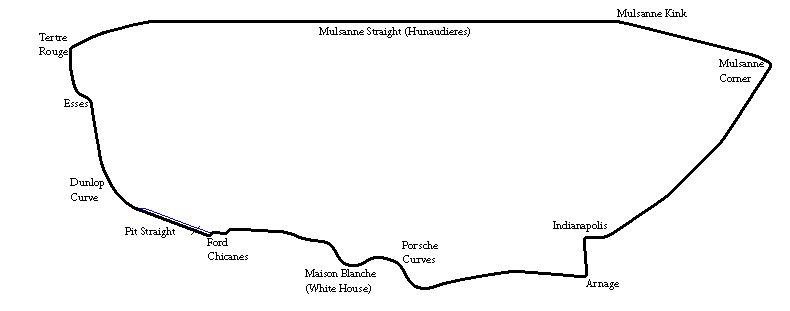

Le carrefour routier formé par la RN 138 et le CD 140 (le fameux virage de Mulsanne) constituait un point noir depuis la construction de la ZAC de la Rochère. L'État décide donc d'aménager ce carrefour en giratoire en quatre branches. Cette solution neutralisant le virage de Mulsanne, une nouvelle bretelle, longue de 230 mètres et décalant le virage vers le golf, constitue, pour les besoins de la course, un nouveau tracé. En 1985, est créé un syndicat mixte du circuit des « 24 Heures du Mans », qui, désormais, prendra en charge l'entretien et les travaux d'aménagement du circuit.
- Circuit no 9 - 13,535 km - 1987-1989

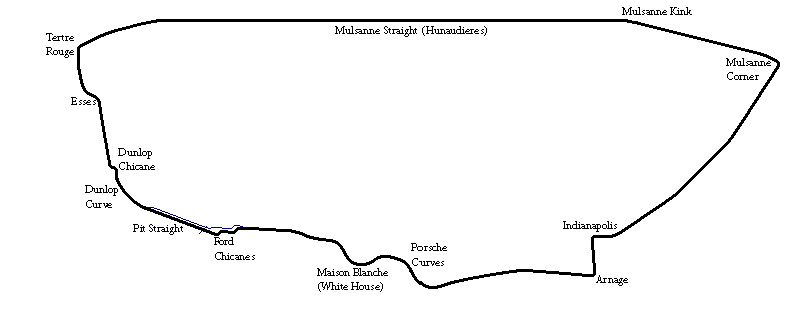

À la demande de la Fédération internationale de motocyclisme (FIM), en prévision du Grand Prix moto de France, un « ralentisseur » en forme de « S » remplace la « courbe Dunlop ». Cet aménagement permet de diminuer la vitesse à cet endroit d'environ 100 km/h (160 km/h de vitesse de passage au lieu de 260 km/h précédemment). Le nouveau tracé sera emprunté pour les 24 Heures du Mans 1987, comme par toutes les autres épreuves se disputant sur les circuits du Mans. En 1988, on effectue la réfection de la ligne droite des Hunaudières. Les Ponts et Chaussées utilisent le laser pour obtenir une parfaite planéité de la piste, il en résulte une nette amélioration des vitesses de pointe.
- Circuit no 10 - 13,600 km - 1990-1996

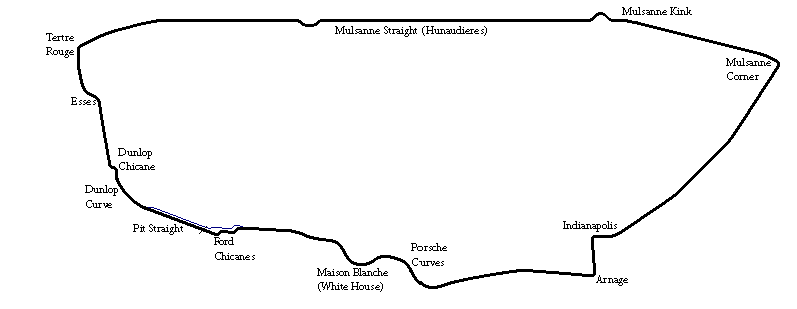

À la demande express de la FISA, deux ralentisseurs (respectivement les « Chicane Nissan » et chicane « Carte S ») sont construits dans les Hunaudières afin de réduire la vitesse de pointe des voitures. Malgré les nouvelles contraintes imposées au plan du freinage et par la baisse de vitesse le pourcentage d'arrivées ne variera guère. Dès le mois de juillet 1990, l'ACO procède à une refonte totale des infrastructures, avec la réalisation d'un ensemble « module sportif » et stands de ravitaillements (au nombre de 46+2), plaçant les circuits du Mans au premier plan des réalisations de ce type. Si la longueur du circuit n'est en rien modifiée, la largeur de la ligne de départ est portée à 12 mètres et elle est séparée de la voie des stands, de 15 mètres de large, par un couloir d'une largeur de 3 mètres réservé au panneautage, celui-ci quittant ainsi Mulsanne.
- Circuit no 11 - 13,605 km - 1997-2001

À la suite de travaux de modification du ralentisseur Dunlop, le circuit des « 24 Heures » est prolongé de 5 mètres. Censée être moins rapide qu'auparavant, cette portion aménagée offre surtout de plus grandes zones de dégagement, profitant sur un plan sécurité, tant aux motos qu'aux autos évoluant, le reste de l'année, sur le circuit Bugatti long de 4 305 mètres. Durant l'hiver 2000/2001, on procède à l'écrêtement de la bosse de Mulsanne, la longueur du circuit reste inchangée.
- Circuit no 12 - 13,650 km - 2002-2005

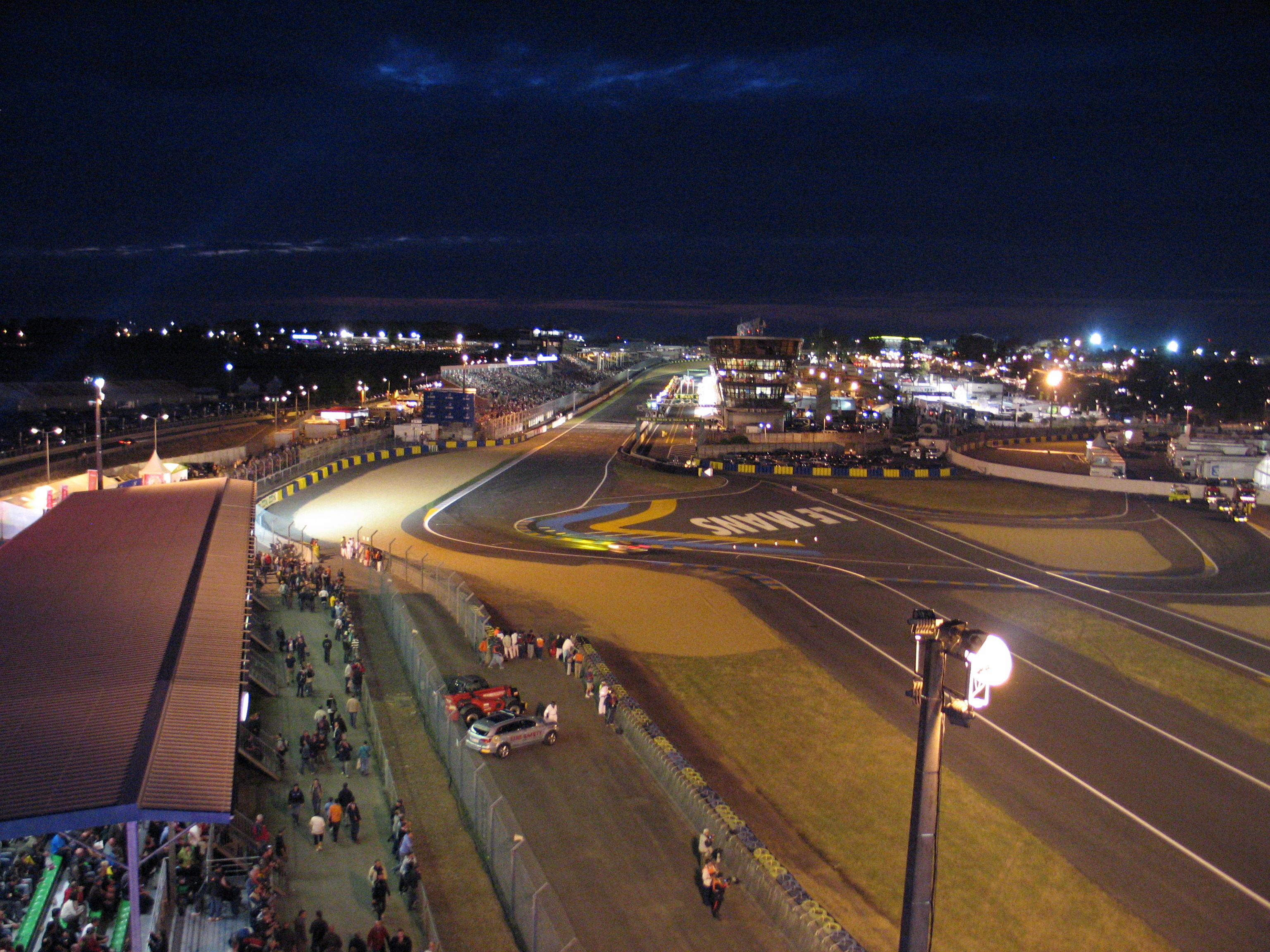
Le « raccordement » avec le circuit Bugatti et la ligne droite des stands de nuit (2009).

Comme pour le circuit no 9, conformément aux souhaits des fédérations motocyclistes, c'est une modification du tracé du circuit Bugatti, à hauteur du virage de la Chapelle, qui est à l'origine de cette douzième évolution. L'approche du virage de la Chapelle correspondant à une portion commune avec le tracé du circuit des 24 Heures, la ligne droite en descente après le passage sous la passerelle Dunlop et l'entrée des « S » du Tertre Rouge se voient ainsi transformées en un gauche/droite rapide offrant un nouveau champ de vision appréciable pour le public. Ces travaux entraînent la disparition de la chapelle, « monument » qui donna son nom à ce virage et où fut célébrée pendant longtemps la messe du dimanche matin de la course. Par ailleurs, grâce au tournage du film Michel Vaillant produit par Luc Besson, deux nouveaux stands sont construits, portant le nombre de départs possibles à cinquante depuis 2002.
Début 2004, on procède à la réfection du revêtement du circuit Bugatti, portion commune avec le circuit des « 24 Heures » du virage du raccordement à la descente de la Chapelle. Durant l'hiver 2004/2005, le revêtement est refait à neuf entre les virages de Mulsanne et d'Arnage et on procède à l'arasement du dénivelé du poste 89.
- Circuit no 13 - 13,650 km - 2006

Une phase de travaux colossaux est entreprise au cours de l'hiver 2005/2006. Ceux-ci sont initiés par la nécessité de moderniser le village du circuit, agrandir le parc concurrents, réaménager le souterrain nord pour une meilleure circulation des piétons et véhicules et accroître la sécurité dans la phase d'approche et de passage dans la chicane Dunlop. À ce niveau, la démarche, à nouveau initiée par la FIM, sensible aux vitesses des motos de Grand Prix supérieures à 300 km/h en haut de la ligne droite des stands, a pour conséquence une refonte totale du tracé. Le rayon de la courbe Dunlop est resserré afin d'accroître les dégagements et la vitesse de franchissement de la chicane est freinée par un angle de passage nettement plus prononcé. Les déblais importants ne modifient cependant pas le développement du circuit, qui reste de 13,650 km et celui du Bugatti de 4,180 km.
- Circuit no 14 - 13,629 km - 2007-2017

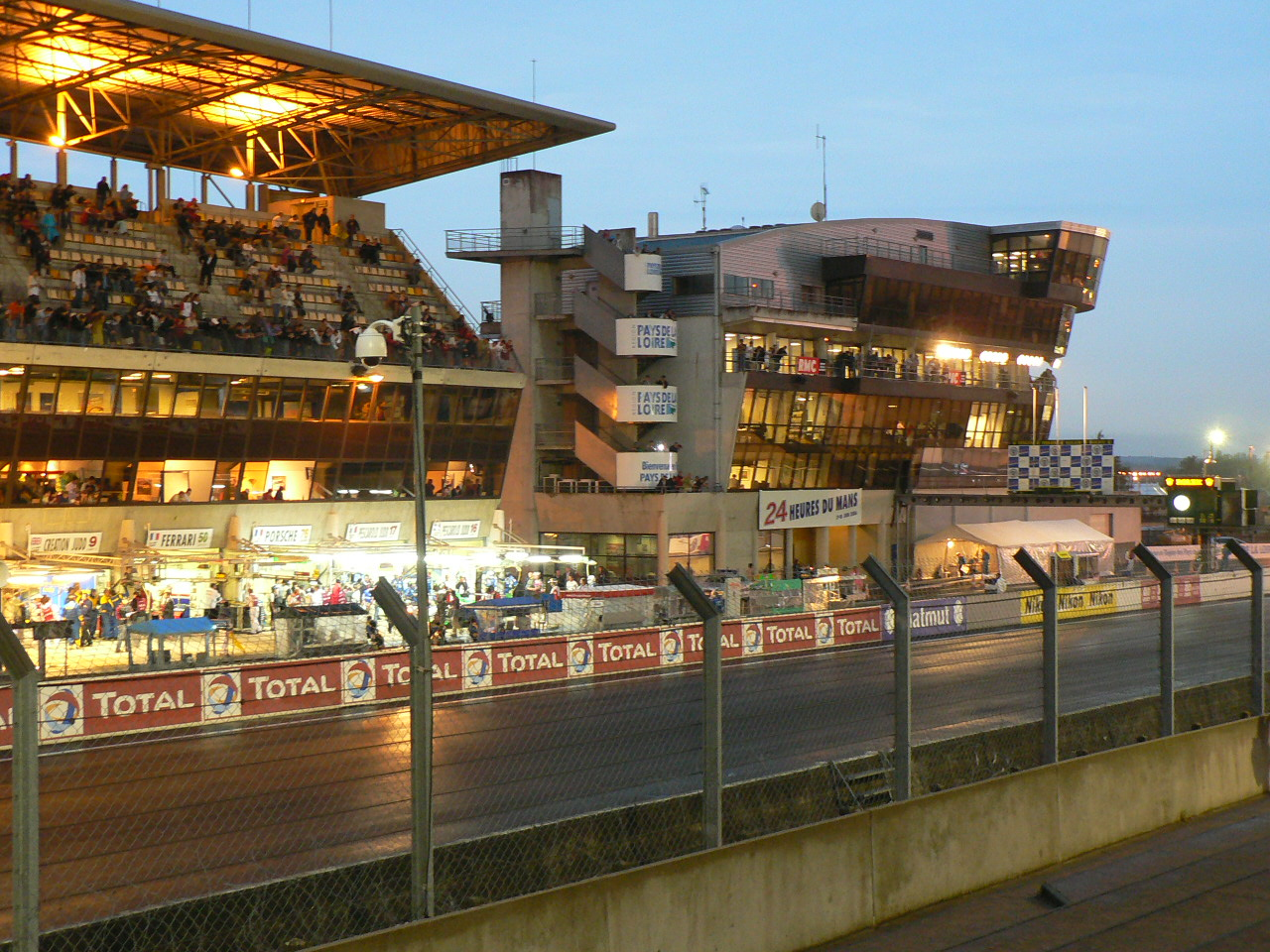
Les stands à la tombée de la nuit.

Une nouvelle phase importante de travaux s'engage durant l'hiver 2006/2007. D'abord avec un nouveau tracé du virage du Tertre Rouge raccourcissant la longueur de 21,60 mètres ; l'angle du virage est désormais plus ouvert, incliné à 3 %, et sa surface de dégagement est doublée à l'extérieur. Afin de rendre l'endroit plus attractif pour le public, l'ACO érige une butte à l'intérieur du virage, et, pour en permettre l'accès, un tunnel est creusé sous la piste. Ensuite, pour accueillir 55 concurrents, neuf nouveaux stands en dur sont construits dans le prolongement des 46 stands existants. Enfin le parc concurrents est agrandi et sa surface passe de 6 500 m2 à 11 000 m2.
Durant l'hiver 2008/2009, une paroi vitrée transparente et ultra-résistante est installée sur toute la longueur du muret des stands afin de protéger les intervenants dans le couloir de panneautage et dans la voie des stands contre les éventuelles projections venant de la piste. À l'est du circuit est aménagée une nouvelle entrée (garage vert) pour les spectateurs, à proximité du terminus du tramway avec une reprise des virages voisins du Bugatti.
Pour la 80e édition en 2012, réfection totale du revêtement de la ligne droite des Hunaudières depuis la sortie du virage du Tertre Rouge jusqu'au virage de Mulsanne et création d'une échappatoire à l'extérieur du virage d'Arnage grâce à l'acquisition de la maison et du terrain attenant. En 2016, ce même virage est doté d'un rond-point désolidarisant la piste de la circulation riveraine et agrandissant la zone spectateur.
En 2016, la partie commune avec le circuit Bugatti est entièrement refaite et le nombre de stands est étendu à soixante.
- Circuit no 15 - 13,626 km - Depuis 2018

Entre septembre et décembre 2017, les virages Porsche font l'objet de travaux de sécurisation, ajoutant notamment une zone de dégagement à la dernière courbe, avant le virage du Karting. Cette dernière est profondément modifiée et la longueur totale du circuit est réduite de trois mètres.
En mars 2018, la ligne de départ est avancée de 145 mètres avec la mise en place d'un portique qui supporte les feux de départ sur la ligne droite des stands, la ligne d'arrivée reste inchangée.
| Années d'utilisations      | Année record              | Distance record                                | Moyenne record            | Record tour (course)                  | Pilote-Voiture                         | Record tour (pole position)           | Pilote-Voiture                      |                           |                           |                           |
| Circuit no 1 de 17,262 km  | Circuit no 1 de 17,262 km | Circuit no 1 de 17,262 km                      | Circuit no 1 de 17,262 km | Circuit no 1 de 17,262 km             | Circuit no 1 de 17,262 km              | Circuit no 1 de 17,262 km             | Circuit no 1 de 17,262 km           | Circuit no 1 de 17,262 km | Circuit no 1 de 17,262 km | Circuit no 1 de 17,262 km |
| -------------------------- | ------------------------- | ---------------------------------------------- | ------------------------- | ------------------------------------- | -------------------------------------- | ------------------------------------- | ----------------------------------- | ------------------------- | ------------------------- | ------------------------- |
| 1923-1928                  | 1928                      | 2 669,272 km (155 tours) Bentley 4½ Litre      | 111,219 km/h              | 8 min 7 s (127,604 km/h) en 1928      | H. Birkin Bentley 4½ Litre             | ?                                     | ?                                   |                           |                           |                           |
| Circuit no 2 de 16,340 km  |                           |                                                |                           |                                       |                                        |                                       |                                     |                           |                           |                           |
| 1929-1931                  | 1931                      | 3 017,654 km (185 tours) Alfa Romeo 8C 2300 LM | 125,735 km/h              | 6 min 48 s (144,362 km/h) en 1930     | H. Birkin Bentley Blower C             | ?                                     | ?                                   |                           |                           |                           |
| Circuit no 3 de 13,492 km  |                           |                                                |                           |                                       |                                        |                                       |                                     |                           |                           |                           |
| 1932-1955                  | 1955                      | 4 135,38 km (307 tours) Jaguar D-Type          | 172,308 km/h              | 4 min 6 s 6 (196,963 km/h) en 1955    | M. Hawthorn Jaguar D-Type              | ?                                     | ?                                   |                           |                           |                           |
| Circuit no 4 de 13,461 km  |                           |                                                |                           |                                       |                                        |                                       |                                     |                           |                           |                           |
| 1956-1967                  | 1967                      | 5 232,90 km (389 tours) Ford GT40 Mk.IV        | 218,038 km/h              | 3 min 23 s 6 (238,014 km/h) en 1967   | D. Hulme Ford GT40 Mk.IV               | 3 min 24 s 04 (236,082 km/h) en 1967  | B. McLaren Ford GT40 Mk.IV          |                           |                           |                           |
| Circuit no 5 de 13,469 km  |                           |                                                |                           |                                       |                                        |                                       |                                     |                           |                           |                           |
| 1968-1971                  | 1971                      | 5 335,313 km (396 tours) Porsche 917K          | 222,304 km/h              | 3 min 18 s 4 (244,387 km/h) en 1971   | J. Oliver Porsche 917L                 | 3 min 13 s 9 (250,069 km/h) en 1971   | P. Rodríguez Porsche 917L           |                           |                           |                           |
| Circuit no 6 de 13,640 km  |                           |                                                |                           |                                       |                                        |                                       |                                     |                           |                           |                           |
| 1972-1978                  | 1978                      | 5 044,53 km (370 tours) Renault Alpine A442B   | 210,188 km/h              | 3 min 34 s 2 (229,244 km/h) en 1978   | J-P. Jabouille Renault Alpine A443     | 3 min 27 s 6 (236,531 km/h) en 1978   | J. Ickx Porsche 936/78              |                           |                           |                           |
| Circuit no 7 de 13,626 km  |                           |                                                |                           |                                       |                                        |                                       |                                     |                           |                           |                           |
| 1979-1985                  | 1985                      | 5 088,507 km (373 tours) Porsche 956           | 212,021 km/h              | 3 min 25 s 1 (239,169 km/h) en 1985   | J. Ickx Porsche 962C                   | 3 min 14 s 80 (251,815 km/h) en 1985  | H. Stuck Porsche 962C               |                           |                           |                           |
| Circuit no 8 de 13,528 km  |                           |                                                |                           |                                       |                                        |                                       |                                     |                           |                           |                           |
| 1986                       | 1986                      | 4 972,731 km (367 tours) Porsche 962C          | 207,197 km/h              | 3 min 23 s 3 (239,551 km/h) en 1986   | K. Ludwig Porsche 956                  | 3 min 15 s 99 (243,486 km/h) en 1986  | J. Mass Porsche 962C                |                           |                           |                           |
| Circuit no 9 de 13,535 km  |                           |                                                |                           |                                       |                                        |                                       |                                     |                           |                           |                           |
| 1987-1989                  | 1988                      | 5 332,79 km (394 tours) Jaguar XJR-9LM         | 221,665 km/h              | 3 min 21 s 27 (242,093 km/h) en 1989  | A. Ferté Jaguar XJR-9LM                | 3 min 15 s 04 (249,826 km/h) en 1989  | J-L. Schlesser Sauber C9            |                           |                           |                           |
| Circuit no 10 de 13,600 km |                           |                                                |                           |                                       |                                        |                                       |                                     |                           |                           |                           |
| 1990-1996                  | 1993                      | 5 100,00 km (375 tours) Peugeot 905 Evo 1B     | 213,358 km/h              | 3 min 27 s 47 (235,986 km/h) en 1993  | E. Irvine Toyota TS010                 | 3 min 21 s 209 (243,329 km/h) en 1992 | P. Alliot Peugeot 905 Evo 1B        |                           |                           |                           |
| Circuit no 11 de 13,605 km |                           |                                                |                           |                                       |                                        |                                       |                                     |                           |                           |                           |
| 1997-2001                  | 2000                      | 5 007,988 km (368 tours) Audi R8               | 208,666 km/h              | 3 min 35 s 032 (227,771 km/h) en 1999 | U. Katayama Toyota GT-One              | 3 min 29 s 930 (233,306 km/h) en 1999 | M. Brundle Toyota GT-One            |                           |                           |                           |
| Circuit no 12 de 13,650 km |                           |                                                |                           |                                       |                                        |                                       |                                     |                           |                           |                           |
| 2002-2005                  | 2004                      | 5 169,97 km (379 tours) Audi R8                | 215,415 km/h              | 3 min 33 s 483 (230,182 km/h) en 2002 | T. Kristensen Audi R8                  | 3 min 29 s 905 (234,106 km/h) en 2002 | R. Capello Audi R8                  |                           |                           |                           |
| Circuit no 13 de 13,650 km |                           |                                                |                           |                                       |                                        |                                       |                                     |                           |                           |                           |
| 2006                       | 2006                      | 5 187,00 km (380 tours) Audi R10               | 215,409 km/h              | 3 min 31 s 211 (232,658 km/h) en 2006 | T. Kristensen Audi R10                 | 3 min 30 s 466 (233,482 km/h) en 2006 | R. Capello Audi R10                 |                           |                           |                           |
| Circuit no 14 de 13,629 km |                           |                                                |                           |                                       |                                        |                                       |                                     |                           |                           |                           |
| 2007-2017                  | 2010                      | 5 410,713 km (397 tours) Audi R15 TDI Plus     | 225,228 km/h              | 3 min 17 s 475 (248,458 km/h) en 2015 | André Lotterer Audi R18 e-tron quattro | 3 min 14 s 791 (251,882 km/h) en 2017 | Kamui Kobayashi Toyota TS050 Hybrid |                           |                           |                           |
| Circuit no 15 de 13,626 km |                           |                                                |                           |                                       |                                        |                                       |                                     |                           |                           |                           |
| 2018-...                   | 2018                      | 5 286,743 km (388 tours) Toyota TS050 Hybrid   | 220,148 km/h              | 3 min 17 s 297 (248,6 km/h) en 2019   | Mike Conway Toyota TS050 Hybrid        | 3 min 15 s 267 (251,21 km/h) en 2020  | Kamui Kobayashi Toyota TS050 Hybrid |                           |                           |                           |
| Années d'utilisations      | Année record              | Distance record                                | Moyenne record            | Record tour (course)                  | Pilote-Voiture                         | Record tour (essais)                  | Pilote-Voiture                      |                           |                           |                           |

### Tour complet du tracé actuel (depuis 2018)
Le début du grand circuit emprunte le tracé du circuit Bugatti. La ligne de départ est située sur la ligne droite des stands. Dès la fin de la tribune des stands, commence en montée la courbe Dunlop (vers la droite) et la piste continue vers la chicane Dunlop (gauche-droite) puis passe sous la passerelle Dunlop.
Après celle-ci la piste s'oriente légèrement vers la gauche en descente avant de quitter le tracé du Bugatti dans un virage à droite commençant par l'amorce du virage de la chapelle (le virage de la chapelle lui-même fait partie du Bugatti et n'est pas emprunté par le grand circuit) et se terminant dans la descente de la chapelle. C'est le début des Esses de la forêt qui se poursuivent avec un gauche puis un droite.
S'ensuit le virage du Tertre Rouge (à droite) et le raccordement sur la route départementale 338.

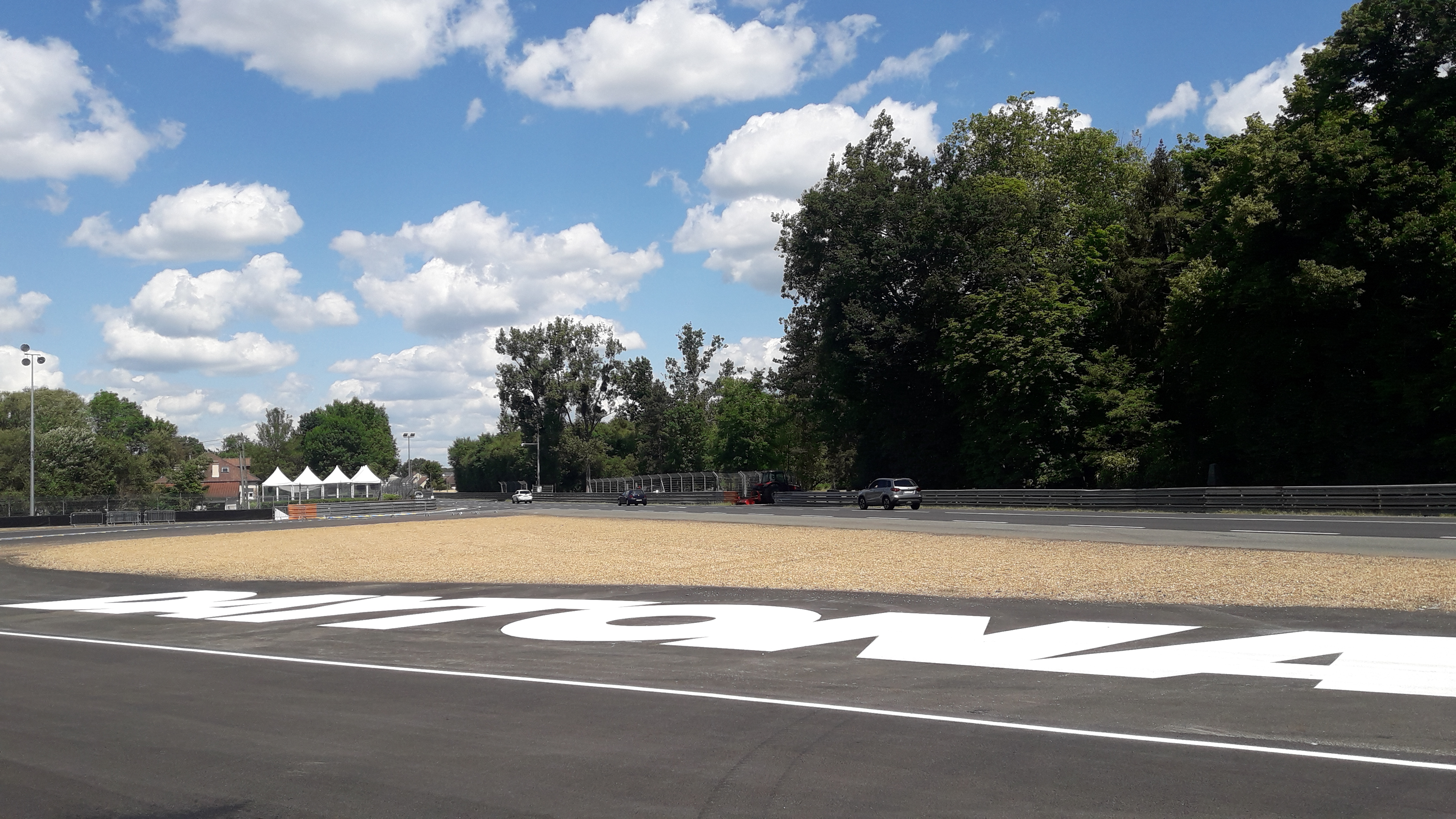
Chicane baptisée « Daytona » en échange de celle du circuit éponyme, nommée elle, « Le Mans Chicane » en 2022.

Celle-ci présente d'abord une courbe vers la droite (dite « courbe Antares » du nom du centre sport-spectacle qu'elle contourne) suivie de la ligne droite des Hunaudières (ou « Mulsanne straight » pour les anglophones) entrecoupée de deux chicanes (la première - à droite - porte le nom de « Daytona», la seconde - à gauche - celui de « Michelin ») suivies de la courbe des Hunaudières (vers la droite).
La portion droite à la fin de la D338 amène sur le virage de Mulsanne (à droite).
Le circuit emprunte alors la D140 qui longe d'abord en ligne droite le golf des 24H, puis s'oriente un peu plus vers la droite avec notamment la courbe du golf à la fin de celui-ci.
On arrive alors sur un virage à droite suivi du virage d'Indianapolis (à gauche), le premier virage ne porte pas de nom, on parle parfois du « Esse d'Indianapolis » pour désigner ces deux virages.
Une ligne droite amène sur le virage d'Arnage (à droite) après lequel le circuit emprunte la D139.
Hormis la courbe du buisson (à gauche) à peu près à son milieu, cette portion est sensiblement en ligne droite.
Le circuit quitte alors les routes ouvertes avec une portion initialement appelée, « virages Porsche » (au pluriel). Il s'agit en fait d'un enchaînement de virages : le virage Porsche (droite), le virage du pont (double-gauche enjambant la D92), le virage du karting (droite) et le virage Corvette (gauche) baptisé ainsi plus tard.
À partir du virage Corvette, la section qui suit est commune avec le circuit Maison Blanche. La légère chicane et la ligne droite qui suit portent toutes deux le nom de « Maison Blanche ».
Sauf à prendre l'entrée des stands, suit un enchaînement de deux chicanes gauche-droite : la chicane Ford puis la chicane du raccordement qui ramène sur le tracé du circuit Bugatti au début de la ligne de droite des stands.
La ligne d'arrivée est à environ 170 mètres après le début de cette ligne droite.

## Culture populaire
Le circuit est présent dans les jeux vidéo suivants :
- Angel Nieto Pole 500
- Forza Motorsport 3
- Forza Motorsport 4
- Forza Motorsport 5
- Forza Motorsport 6
- Forza Motorsport 7
- Forza Motorsport (jeu vidéo, 2023)
- Gran Turismo (PlayStation Portable)
- Gran Turismo 4
- Gran Turismo 5
- Gran Turismo 6
- Gran Turismo Sport
- Gran Turismo 7
- Le Mans 24
- Le Mans 24 Hours
- Le Mans Ultimate
- Manx TT Superbike
- Mario Andretti's Racing Challenge
- Project CARS
- Project CARS 2
- Race Driver: GRID
- Real Racing 3
- Shell Audi 24 Hours Le Mans
- Test Drive Le Mans
- WEC Le Mans 24
- Real Racing 3
- Assetto Corsa

Il est présent dans les jeux Gran Turismo sous le nom de « Circuit de la Sarthe », pour des questions de droits d'auteur. Cela a contribué à répandre cette appellation pour parler du Circuit des 24 Heures.